# آکور (اوهایو)
آکور (به انگلیسی: Achor) یک منطقهٔ مسکونی در ایالات متحده آمریکا است که در اوهایو واقع شده‌است. آکور ۲۵۳ متر بالاتر از سطح دریا واقع شده‌است.